# Буцинівська сільська рада
Буци́нівська сільська́ ра́да — колишня адміністративно-територіальна одиниця та орган місцевого самоврядування в Роздільнянському районі (поділ 1930-2020) Одеської області. Адміністративний центр — село Буцинівка. Дата ліквідації АТО — 17 липня 2020 року.

## Загальні відомості
- Територія ради: 66,997 км²
- Населення ради: 1 257 осіб (станом на 2001 рік)

## Історія
Виконавчий комітет Одеської обласної ради народних депутатів рішенням від 15 грудня 1987 року у Роздільнянському районі утворив Буцинівську сільраду з центром в селі Буцинівка і сільській раді підпорядкував села Карпівка, Кузьменка, Міліардівка, Новодмитрівка Кіровської сільради.
Станом 1 січня 1990 року на території Буцинівської сільської ради розташовувався колгосп «Шляхом Леніна» (господарський центр — с. Буцинівка)
Відповідно до розпорядження КМУ № 623-р від 27 травня 2020 року «Про затвердження перспективного плану формування територій громад Одеської області» Буцинівська сільська рада як АТО разом ще з 9 сільрадами й 1 міською радою району ввійшла до складу спроможної Роздільнянської міської громади.
Сільрада як ОМС реорганізована з 10 грудня 2020 року шляхом приєднання до Роздільнянської міської ради.

## Населені пункти
Сільській раді були підпорядковані населені пункти:
- с. Буцинівка
- с. Карпівка
- с. Кузьменка
- с. Міліардівка
- с. Новодмитрівка

## Населення
Згідно з переписом УРСР 1989 року чисельність наявного населення сільської ради становила 1283 особи, з яких 566 чоловіків та 717 жінок.
За переписом населення України 2001 року в сільській раді мешкала 1251 особа.

### Мова
Розподіл населення за рідною мовою за даними перепису 2001 року:
| Мова       | Відсоток |
| ---------- | -------- |
| українська | 84,41 %  |
| молдовська | 7,56 %   |
| російська  | 4,93 %   |
| вірменська | 2,07 %   |
| болгарська | 0,40 %   |
| білоруська | 0,24 %   |
| німецька   | 0,16 %   |
| інші       | 0,23 %   |

## Склад ради
Рада складалась з 16 депутатів та голови.
- Голова ради:

### Керівний склад попередніх скликань
| Прізвище, ім'я, по батькові | Основні відомості                                    | Дата обрання | Дата звільнення |
| --------------------------- | ---------------------------------------------------- | ------------ | --------------- |
| Хілобок Петро Федорович     | Сільський голова, 1965 року народження, безпартійний | 26.03.2006   | 31.10.2010      |

Примітка: таблиця складена за даними сайту Верховної Ради України

### Депутати
За результатами місцевих виборів 2010 року депутатами ради стали:

#### За суб'єктами висування
| Суб'єкт висування | Кількість обраних депутатів | %    |
| ----------------- | --------------------------- | ---- |
| Партія регіонів   | 7                           | 43,8 |
| Самовисування     | 6                           | 37,5 |
| Народна партія    | 3                           | 18,8 |

#### За округами
| № округу        | Прізвище, ім'я, по батькові      | Дата визнання обраним | Освіта             | Партійна приналежність                        | Відомості про обраного депутата          |
| --------------- | -------------------------------- | --------------------- | ------------------ | --------------------------------------------- | ---------------------------------------- |
| Народна Партія  |                                  |                       |                    |                                               |                                          |
| 4               | Аботурова Таісія Сергіївна       | 04.11.2010            | середня спеціальна | член Народної партії                          | Буцинівська сільська рада, бухгалтер     |
| 14              | Хілобок Ольга Петрівна           | 04.11.2010            | середня спеціальна | член Народної партії                          | домогосподарка                           |
| 16              | Сапеску Ганна Григорівна         | 04.11.2010            | середня            | член Народної партії                          | соціальна служба, кур'єр                 |
| Партія регіонів |                                  |                       |                    |                                               |                                          |
| 3               | Демчук Ростислав Дмитрович       | 04.11.2010            | середня спеціальна | член Партії регіонів                          | пенсіонер                                |
| 5               | Рудик Федір Іванович             | 04.11.2010            | середня спеціальна | член Партії регіонів                          | м. Одеса, трамвайне депо, слюсар         |
| 7               | Журавська Валентина Григорівна   | 04.11.2010            | середня спеціальна | член Партії регіонів                          | пенсіонер                                |
| 9               | Чубок Сергій Леонтійович         | 04.11.2010            | середня спеціальна | член Партії регіонів                          | ОАО «Мікрон», м Одеса, начальник караулу |
| 11              | Басараба Олександр Анатолійович  | 04.11.2010            | вища               | позапартійний                                 | Храм Почаївської Ікони, настоятель       |
| 12              | Новосельцев Олександр Михайлович | 04.11.2010            | середня спеціальна | член Партії регіонів                          | м. Одеса, «Обленерго», водій             |
| 15              | Алєксєєнко Микола Миколайович    | 04.11.2010            | середня спеціальна | член Партії регіонів                          | пенсіонер                                |
| Самовисування   |                                  |                       |                    |                                               |                                          |
| 1               | Артьомов Олександр Тимофійович   | 04.11.2010            | середня спеціальна | позапартійний                                 | м. Одеса, управління ЗД, стрілець        |
| 2               | Непомняща Наталія Володимирівна  | 04.11.2010            | вища               | член Всеукраїнського об'єднання «Батьківщина» | редакція газети «Вперед», коректор       |
| 6               | Голубков Віктор Георгійович      | 04.11.2010            | вища               | позапартійний                                 | приватний підприємець                    |
| 8               | Олійниченко Наталія Євгенівна    | 04.11.2010            | середня спеціальна | позапартійна                                  | Буцинівська сільська рада, секретар      |
| 10              | Буковський Руслан Олександрович  | 04.11.2010            | вища               | позапартійний                                 | ст «Одеса-товарна», старший стрілець     |
| 13              | Кривденко Дмитро Анатолійович    | 04.11.2010            | середня спеціальна | позапартійний                                 | ВЧД-3,м Одеса, слюсар                    |